# Franco Grignani
Pour les articles homonymes, voir Grignani.
Franco Grignani (né le 4 février 1908 à Pieve Porto Morone, dans la province de Pavie – mort le 20 février 1999 à Milan) est un designer, peintre et sculpteur italien.

## Biographie
Après avoir grandi dans sa province natale, Franco Grignani est diplômé d’architecture à Turin. Dans les années 1930, il prend part au second futurisme avant de se rapprocher de l’art abstrait et du constructivisme.

## À noter

Logo woolmark

Il a dessiné le logo de Woolmark avec Francesco Saroglia en 1964,.

## Source
- (it) Cet article est partiellement ou en totalité issu de l’article de Wikipédia en italien intitulé « Franco Grignani » (voir la liste des auteurs).